# ハスクバーナ・TR650
TR650（ティーアール650）は、かつてハスクバーナ・モーターサイクルズが製造・販売していたオートバイである。

## 概要
2013年にBMWモトラッド傘下で製造販売した最後のモデルである。BMW・G650GSのエンジンのエンジンが搭載されている。デュアルパーパスモデルのテラとストリートモタードのストラーダがある。

## 車両解説
テラはABS無し仕様とABS標準仕様が選択可能であり、ABSの有無によりリアタイヤのサイズが異なる。ABS無しではリアタイヤのサイズが140/80-18で、シート高は875mm、車両重量は183kgなのに対し、ABS仕様ではリアタイヤのサイズが140/80-17で、シート高は865mm、車両重量は184kgとなる。ABS仕様はABSが左手のスイッチで切ることができる。ストラーダはABSが標準装備されていて左手のスイッチで切ることができる。